# Övre Tväråsel
Övre Tväråsel is een plaats in de gemeente Älvsbyn in het landschap Norrbotten en de provincie Norrbottens län in Zweden. De plaats heeft 72 inwoners (2005) en een oppervlakte van 29 hectare. De plaats ligt aan de rivier de Pite älven. De directe omgeving van de plaats bestaat uit zowel naaldbos als landbouwgrond.

## Verkeer en vervoer
Bij de plaats loopt de Länsväg 374.
Bestuurscentrum: Älvsbyn
Tätort: Korsträsk · Vidsel · Vistträsk
Småort: Bredsel · Nybyn · Nystrand · Pålsträsk · Tvärån · Övrebyn · Övre Tväråsel
Overig: Arvidsträsk · Granträsk (Älvsbyn)